# Gazie
Gazie o GAzie - Gestione Aziendale è un programma gestionale multiaziendale.
È scritto in PHP e JavaScript ed è distribuito sotto la licenza libera GNU General Public License.

## Caratteristiche
Con Gazie è possibile emettere ogni tipo di documento di vendita (DdT, Fatture Immediate, Fatture Differite, Note di Credito e Debito, Parcelle, Contratti, ecc.) ed eventualmente i relativi effetti per il loro pagamento: cambiali-tratte e Ri.Ba elettroniche su file in formato ABI-CBI importabile direttamente dal sito dalla propria banca.
Gli scontrini fiscali possono essere inviati direttamente al registratore di cassa e/o stampante fiscale.
Emette ed importa file della fattura elettronica  in formato XML tra privati (B2B e B2C), obbligo entrato in vigore il 1º gennaio 2019, e per la Pubblica Amministrazione, obbligo già in vigore dal 6 giugno 2014.
GAzie genera tutti i libri obbligatori per la contabilità semplificata, ordinaria e di magazzino di una piccola/media azienda. Ogni operazione di stampa cartacea genera comunque il documento in formato PDF che in automatico può essere spedito via mail ai destinatari.
Lo scadenzario a partite aperte di Clienti e Fornitori è integrato con la contabilità ed ha anche una utility di selezione e registrazione pagamenti/acconti in partita doppia direttamente da scadenzario.
Può essere sincronizzato con siti di e-commerce quali Open Cart o provvedere a generare le pagine necessarie per creare un semplice sito web statico per ogni azienda gestita e quindi inviarle/aggiornarle automaticamente su una web-farm tramite protocollo ftp.
Genera i file XML conformi alle specifiche tecniche dell'Agenzia delle entrate per la Liquidazione periodica dell'IVA.

## Storia
GAzie è stato sviluppato da Antonio de Vincentiis che distribuì la prima versione (1.0.0) sul suo sito personale il 27 gennaio 2004. Il 1º febbraio 2005 il progetto fu ospitato da SourceForge per consentire la collaborazione di altri sviluppatori attraverso CVS, dal 31 gennaio 2011 il controllo di versione avviene attraverso Subversion dello stesso server.
Dalla release 5.29 è stato implementato il nuovo formato XML della fattura elettronica per la Pubblica Amministrazione, obbligo entrato in vigore il 6/6/2014, e dalla versione 7.15 del 1/1/2019 genera anche tracciati per la fattura elettronica B2B e B2C (obbligo in vigore dalla stessa data).
Dalla release 6.7 sono state implementate:
- la gestione automatica delle ritenute d'acconto e Cassa Previdenza per i Professionisti
- la gestione della documentazione riguardante la tracciabilità dei prodotti[6]

Con la release 7.0 il menù ed alcune interfacce utente sono diventate usabili anche coi dispositivi mobili.

## Ambiente operativo
GAzie richiede un ambiente LAMP o WAMP o XAMPP, costituito da Apache HTTP Server, il database MariaDB e tutti gli strumenti necessari per utilizzare i linguaggi di programmazione PHP e Perl comprese alcune librerie indispensabili. L'accesso all'applicativo avviene tramite un generico browser web come Mozilla Firefox, Internet Explorer o Google Chrome.

## Funzionalità
GAzie ha i seguenti moduli corrispondenti ad altrettante voci di menù:

### Archivi di base
Questo modulo raccoglie le funzioni relative alla gestione delle tabelle che riguardano la procedura nel suo complesso ovvero Aziende, CC Bancari, Aliquote IVA, Pagamenti, Banche, Spedizioni, Vettori, Imballi, Porti, Utenti. Tuttavia, non tutte le tabelle di codifica dei dati sono raccolte in questa funzionalità; per esempio, il piano dei conti, i clienti e i fornitori, si trovano raccolti in contesti differenti. La tabella più importante è quella che descrive i dati principali dell'azienda, con l'associazione ad altre tabelle, come il piano dei conti, per l'esecuzione di operazioni automatiche.

### Vendite
Qui si raccolgono le funzioni relative alla gestione delle vendite, la quale va a integrarsi con la contabilità generale e la contabilità di magazzino. Questo modulo permette di inserire e/o modificare tutti i documenti di vendita: Corrispettivi, Ricevute, Fatture, D.d.t., Parcelle, Preventivi, Ordini, Effetti, File RiBa (standard CBI), Clienti, Lista dei crediti, Contratti, Agenti, Scadenzario.

### Acquisti
Ci sono le funzioni relative alla gestione degli acquisti, la quale va a integrarsi con la contabilità generale e la contabilità di magazzino, ma con meno automatismi rispetto alla gestione delle vendite, perché generalmente si tratta di documenti recepiti da fornitori: Richiesta di preventivi, Ordini a fornitori, D.d.t, Fatture d'acquisto, Fornitori, Bonifici-addebiti, Lista dei debiti, Stampa scheda carburanti, Scadenzario.

### Contabilità
Tutte le funzioni della contabilità generale, incluse le stampe periodiche, sono presenti in questo modulo. Va osservato però che i clienti e i fornitori sono accessibili rispettivamente dalle vendite e dagli acquisti. Inoltre, la stampa dei bilanci e le operazioni di chiusura e riapertura dei conti si trovano invece nel menù Fine Anno. Si possono gestire Prima nota, Piano dei conti, Causali contabili, Registri IVA, Comunicazioni dati, Libro giornale, Situazione contabile

### Magazzino
Qui si trovano tutte le funzioni per la contabilità di magazzino, la tracciabilità dei prodotti, e le stampe periodiche. Per accedere agli elenchi degli articoli, delle categorie merceologiche, dei movimenti e delle causali, basta selezionare la voce principale relativa: Articoli, Categorie merceologiche, Movimenti, Causali, Listini, Modifica prezzi, Catalogo, Statistiche.

### Fine anno
Si trovano le funzioni per la contabilità generale che normalmente vengono svolte alla fine dell'anno fiscale, incluse tutte le relative stampe e generazione file (tracciati) per: Chiusura-apertura conti, Bilancio, Bilancio CEE, Comunicazione annuale dati IVA, Elenco clienti e fornitori, Spesometro.

### Tools&Info
In questo modulo vengono racchiuse tutte le funzionalità che completano l'applicativo e che sono “funzioni di base” al pari degli “archivi di base”. Esse sono: Lettere (verso clienti/fornitori), Carta Intestata, Backup dei dati, Controllo aggiornamento software e Crea/aggiorna sito web Statico .

### Produzioni
Allo stato embrionale è il modulo di base per l'evoluzione futura verso la contabilità analitica-gestionale (contabilità industriale). Qui vengono inserite le produzioni (o commesse) e che verranno considerati come centri di costi-ricavi.

## Funzionalità assenti
Essendo in origine stato sviluppato per le esigenze di una azienda mercantile o di produzione in "contabilità ordinaria" col metodo della Partita doppia, non è ancora stata implementata la gestione dell'IVA con la modalità della "ventilazione dei corrispettivi" (ventilazione dell'IVA), necessaria per alcune categorie di ambulanti, commercianti e pubblici esercizi.